# Artur Burda

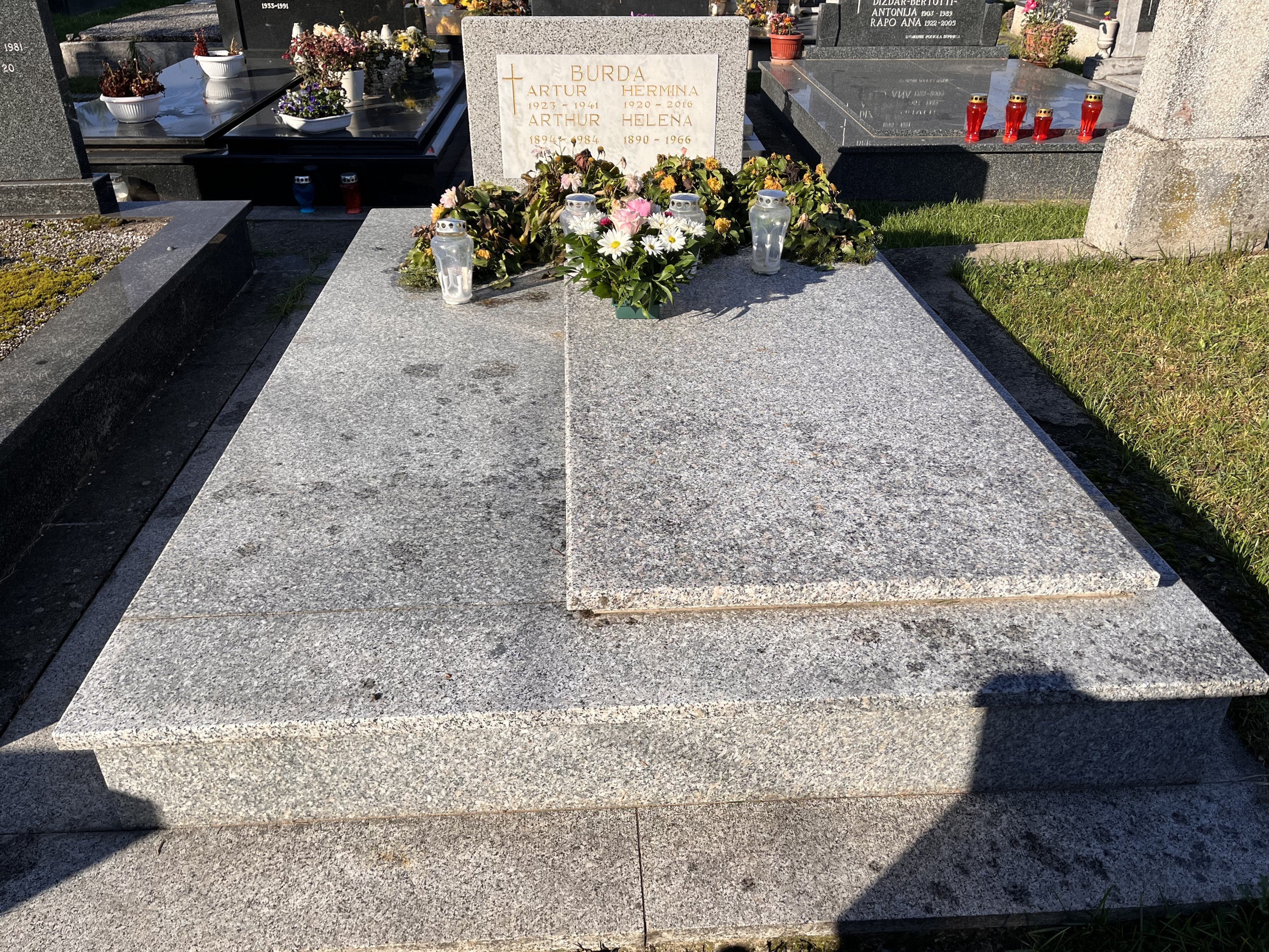
Grób Artura Burdy na cmentarzu św. Marka w Banja Luce

Artur Burda (ur. 21 stycznia 1894 w Bielsku, zm. 27 listopada 1984 w Banja Luce) – polski działacz społeczny i przedsiębiorca, konsul honorowy Polski w Jugosławii.

## Życiorys
Artur Burda urodził się w 1894 w Bielsku (obecnie Bielsko-Biała) jako syn Wiktora Burdy, pioniera hodowli ryb. W 1899 rodzina przeniosła się do Wiednia, gdzie jego ojciec został doradcą na dworze cesarza Franciszka Józefa. Artur Burda kształcił się w Szwajcarii, gdzie przeczekał także okres I wojny światowej, żeby nie zostać wcielonym do wojska austro-węgierskiego.
Po wojnie, realizując wolę ojca, wyprowadził się do Bośni, żeby objąć jego przedsiębiorstwo. W 1923 osiadł w Banja Luce. W okolicach Banja Luki prowadził założoną przez ojca przemysłową hodowlę ryb. W 1934 założył w Banja Luce Klub Rotary. W 1927 został powołany na konsula honorowego Polski. Sprawował opiekę nad około 20 tys. Polaków mieszkających wówczas w Bośni, przede wszystkim pomagał regulować kwestię ich obywatelstwa. Wspierał także naukę języka polskiego (pomagał m.in. nauczycielowi Janowi Kumoszowi). W prowadzeniu konsulatu pomagał mu Władysław Baron, były urzędnik administracji austro-węgierskiej i naczelnik powiatu tuzlańskiego. Aktywny na rzecz polskiej społeczności w Bośni, był patronem wielu inicjatyw polsko-jugosłowiańskich. Po inwazji niemieckiej na Jugosławię w 1941 nowe władze nakazały zamknąć konsulat. Wraz z żoną i córką byli kilkukrotnie aresztowani przez Gestapo i ustaszy. Pomagał osobom aresztowanym przez nazistów, wykupując je lub organizując ucieczki. W 1943 został uwięziony za przekazanie znacznej kwoty pieniędzy na rzecz jugosłowiańskich partyzantów i osadzony w filii obozu koncentracyjnego w Aleksandrovcu. Z racji znajomości niemieckiego, zaproponowano mu podpisanie volkslisty, ale Burda odmówił. W sierpniu 1944 został zesłany na ciężkie roboty do niemieckiego obozu pracy w Nowej Topoli, skąd udało mu się po miesiącu zbiec. W 1944 powrócił go Banja Luki, gdzie doczekał końca wojny. W 1945 zgłosił do Ambasady w Belgradzie wolę reaktywacji konsulatu honorowego. Jednak odrzucono jego propozycję ze względu na jego pochodzenie klasowe. Niemniej pomagał Polakom chcącym się repatriować z Bośni do Polski.
W 1946 podczas rządów Tity jego przedsiębiorstwo znacjonalizowano. Do 1966 pracował w państwowych gospodarstwach rybnych w Jugosławii jako doradca. Następnie pracował w fabryce celulozy w Banja Luce. Po zwolnieniu stamtąd musiał się utrzymywać z prac dorywczych, głównie jako tłumacz (znał osiem języków: polski, serbsko-chorwacki, niemiecki, francuski, angielski, niderlandzki, włoski, hiszpański). Przez cały okres posiadał wyłącznie polskie obywatelstwo, przez co nie mógł korzystać z miejscowego systemu opieki społecznej i zdrowotnej, ani podróżować do państw kapitalistycznych, gdzie miał rodzinę. Stąd w 1970 zdecydował się zrzec polskiego obywatelstwa i przyjął jugosłowiańskie.
Od 1919 był żonaty z Holenderką Heleną Luizą van 't Hoff (1890–1966). Według aktu małżeństwa Burda był już w momencie ślubu obywatelem odrodzonej Polski. Mieli córkę Herminę (1920–2016).
Zmarł w Banja Luce w 1984. Został pochowany na tamtejszym cmentarzu św. Pantalejmona, a następnie przeniesiony na katolicki cmentarz św. Marka w Banja Luce (zapisany jako Arthur Burda).